# Филодендрон изящный
Филоде́ндрон изя́щный (лат. Philodéndron elegans) — вечнозелёное цветковое многолетнее растение, вид рода Филодендрон (Philodendron) семейства Ароидные (Araceae).

## Ботаническое описание
Крупная неветвящаяся лиана, похожая на монстеру.
Стебель до 3 см в диаметре, мясистый, в шнуровидных придаточных корнях.
Листья широкоовальные, глубоко перисто-рассечённые, до самой центральной жилки, 40—70 см длиной, 30—50 см шириной; доли линейной формы, узкие, 3—4 см шириной, сверху тёмно-зелёные.
Покрывало 15 см длиной, кремовое, в нижней части светло-зелёное, розовато-окаймлённое.

## Распространение
Растёт во влажных тропических лесах в Колумбии.

## Практическое использование
Выращивается в тёплых оранжереях и комнатах как декоративное растение.